# إريك سونو
إريك سونو (بالإنجليزية: Eric Bhamuza Sono)‏ هو لاعب كرة قدم جنوب أفريقي في مركز الوسط، ولد في 1937، وتوفي في 1964 بسبب حادث مرور. لعب مع أورلاندو بيراتس.